# مارغريت تاليشيت
مارغريت «التلي» تاليشيت (13 مارس 1914 - 3 مايو 1991)، هي ممثلة أمريكية، وزوجة المخرج ويليام وايلر. كان دورها الرائد الأكثر شهرة هو بيتر لور في فيلم «Stranger on the Third Floor 1940».
توفيت في 3 مايو 1991 عن عمر يناهز 77 عامًا. وفقًا لنعيها في نيويورك تايمز، كان سبب وفاتها هو مرض السرطان. 

## روابط خارجية
مارغريت تاليشيت على موقع IMDb (الإنجليزية)
- مارغريت تاليشيت على موقع تيرنر كلاسيك موفيز (الإنجليزية)
- مارغريت تاليشيت على موقع قاعدة بيانات برودواي على الإنترنت (الإنجليزية)
- مارغريت تاليشيت على موقع قاعدة بيانات الفيلم (الإنجليزية)